# Thunbergioideae
Thunbergioideae T.Anderson, 1860 è una sottofamiglia di piante angiosperme appartenenti alla famiglia delle Acanthaceae.

## Etimologia
Il nome della sottofamiglia deriva dal suo genere tipo Thunbergia Retz., 1776 il cui nome è stato dato in onore di Carl Peter Thunberg (1743-1828), medico svedese e professore di botanica a Uppsala, che viaggiò in Africa e in Giappone al servizio della Compagnia olandese delle Indie orientali.  Il nome scientifico della sottofamiglia è stato definito dal botanico, medico ed esploratore scozzese Thomas Anderson (Edimburgo, 26 febbraio 1832 – Edimburgo, 26 ottobre 1870) nella pubblicazione "Enumeratio Plantarum Zeylaniae: 223. Oct-Nov 1860" del 1860.

## Descrizione

### Portamento
Il portamento delle specie di questa sottofamiglia è erbaceo (annuale o perenne), sub-arbustivo rampicante (tipo viti) o eretto, spesso suffrutescente alla base. In Pseudocalyx il portamento è lianoso con fusti a sezione quadrangolare a causa della presenza di fasci di collenchima posti nei quattro vertici. Nelle varie parti vegetative sono presenti dei glicosidi fenolici spesso in composti iridoidi, alcaloidi e diterpenoidi; non sono presenti cistoliti.

### Foglie

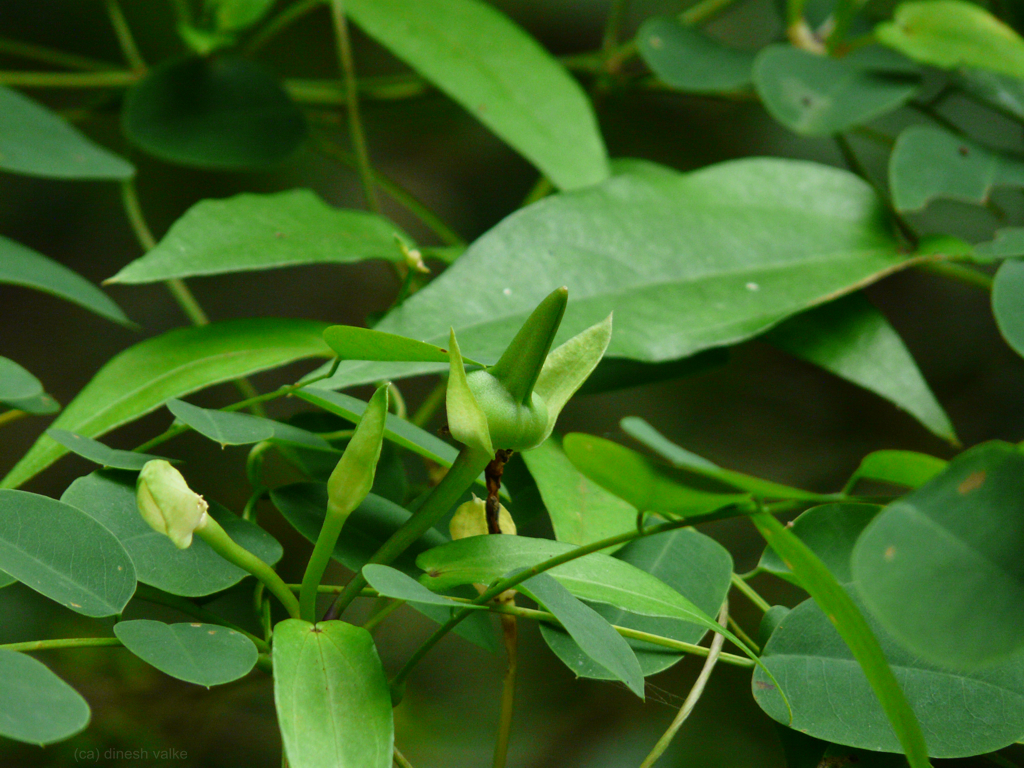
Le foglie
Thunbergia fragrans

Le foglie, picciolate e intere, lungo il caule hanno un portamento opposto. La lamina, in genere angolosa, ha varie forme: ovata, lanceolata, cordiforme, astata o sagittata; i margini sono da lobati a dentati o crenati e gli apici sono acuti.

### Infiorescenze

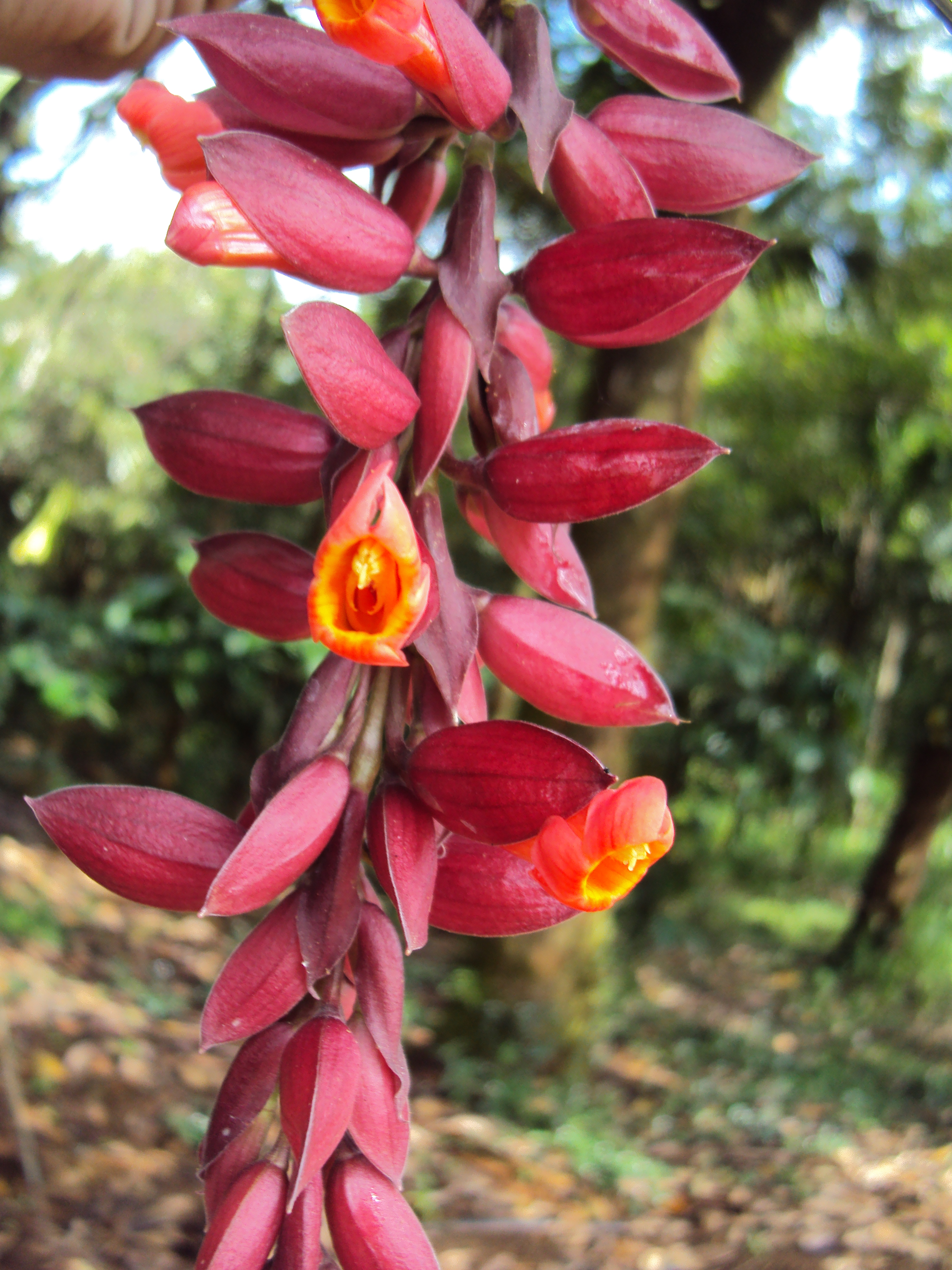
Infiorescenza
Thunbergia coccinea

Le infiorescenze sono formate da grandi fiori solitari (in disposizione monocasiale) o accoppiati alle ascelle fogliari, oppure in grappoli terminali di tirsi dicasiali o racemi. I fiori sono brevemente pedicellati e sottesi da due grandi bratteole fogliacee distinte o fuse da un lato e persistenti. Le bratteole, con forme da ovali a ellittiche, carenate e apici acuminati, in genere racchiudono il calice e a volte tutta la corolla.

### Fiori

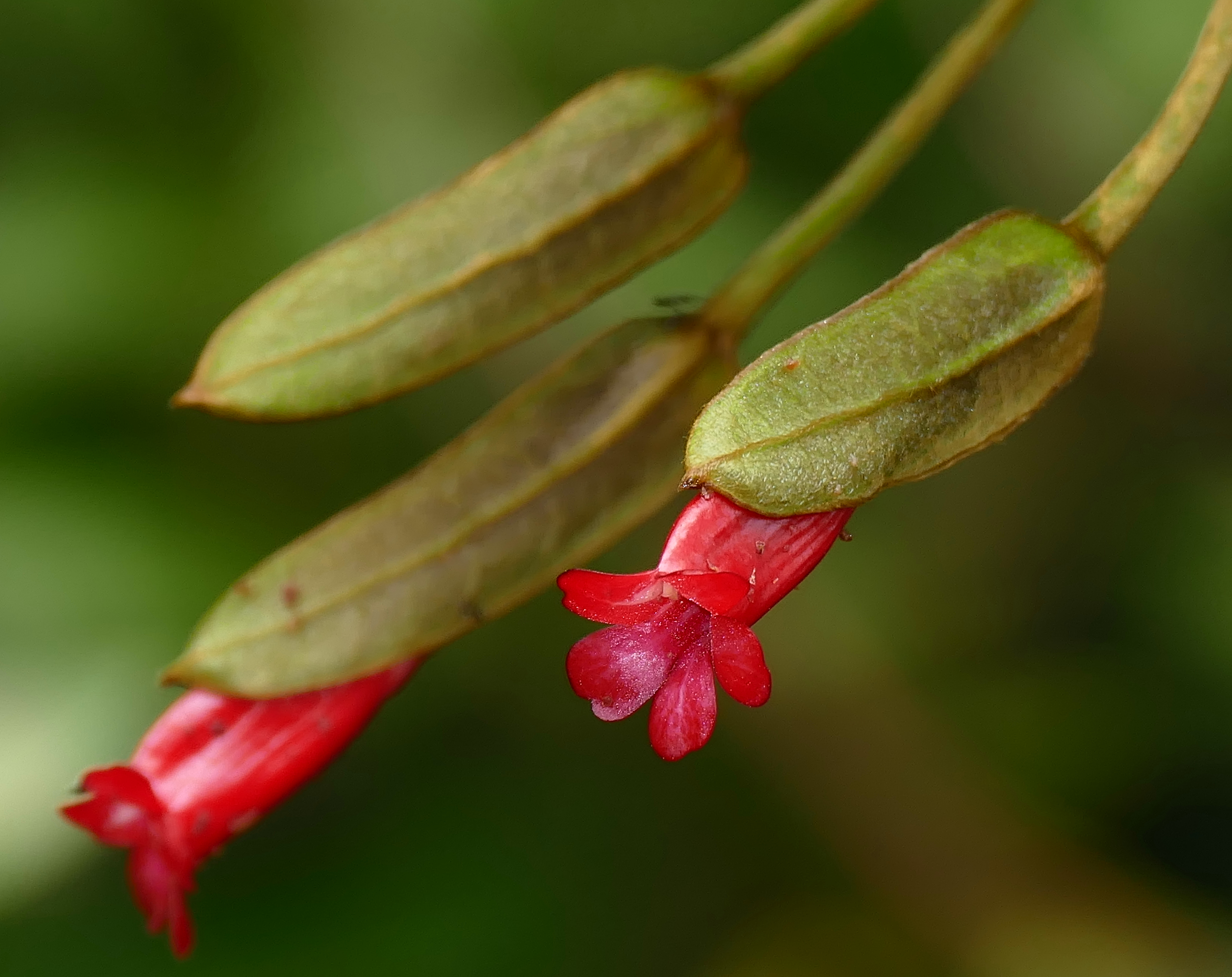
I fiori
Mendoncia hoffmannseggiana

I fiori sono ermafroditi e zigomorfi; sono inoltre tetraciclici (ossia formati da 4 verticilli: calice– corolla – androceo – gineceo) e pentameri (i verticilli del perianzio hanno più o meno 5 elementi ognuno).
- Formula fiorale:[8]

X, K (5), [C (2+3), A 2+2 o 2] G (2/supero), capsula
- Il calice, gamosepalo, ridotto e molto più corto delle bratteole, ha la forma di una coppa con 10-20 lobi (o denti) subulati (a volte è ridotto ad un anello intero e troncato); altrimenti è una breve coppa con 5 larghi lobi poco profondi. La protezione dei giovani fiori è fornita dalle due grandi bratteole persistenti.[13]

- La corolla, appariscente e gamopetala, è formata da un grande tubo a forma d'imbuto (alla base il tubo è cilindrico) terminante con 5 lobi obovati più o meno uguali (corolla a "trombetta") con portamento patente e margini arrotondati. Il tubo è ventricoso, arcuato o obliquo e spesso compresso; è inoltre ritorto verso sinistra (i lobi sono contorti sinistrosi in gemmazione). In Anomacanthus (e altri generi) la corolla è decisamente bilabiata (corolla zigomorfa): il labbro inferiore ha il lobo anteriore più piccolo degli altri, mentre i lobi del labbro superiore sono più o meno fusi insieme. Il colore della corolla è bianco, arancio, purpureo, blu, giallo o violetto.

- L'androceo è formato da 4 stami, spesso didinami inclusi. Gli staminoidi sono assenti. Gli stami sono adnati alla base del tubo della corolla. I filamenti sono separati, ricurvi e ispessiti alla base (possono essere più corti delle antere). Le antere hanno due teche parallele (o leggermente divergenti alla base), uguali o poco diverse, con forme da oblunghe a ovoidali; la base delle teche può essere spronata (mucronata) o apicolata; le antere possono essere barbute. In Anomacanthus le antere posteriori sono biloculari, quelle anteriori sono monoloculari. La deiscenza delle antere è attraverso fenditure longitudinali o come in Pseudocalyx attraverso pori che si aprono apicalmente. È presente un disco nettarifero anulare o pulvinato (delle formazioni mucillaginose). I granuli pollinici in genere sono tricolpati con forme sferoidali e superficie alveolata.

- Il gineceo è formato da un ovario supero bicarpellare (a due carpelli connati - ovario sincarpico) e quindi biloculare a consistenza carnosa. In Mendoncia l'ovario è uniloculare per la fusione dei due loculi. La placentazione in generale è assile. Gli ovuli sono 2 per loculo (uno per loculo in Anomacanthus). Gli ovuli possono essere anatropi o campilotropi con un solo tegumento e sono inoltre tenuinucellati (con la nocella, stadio primordiale dell'ovulo, ridotta a poche cellule).[14] Lo stilo, allungato, è glabro o pubescente con un solo stigma a 2 lobi, o intero a frange.

### Frutti
I frutti sono delle capsule coriacee (quasi drupacee), basalmente subglobose e apicalmente con un prominente becco. Il retinacolo è assente (i semi non sono portati sul retinacolo). I semi sono 2 o 4 con forme da compresse a sferiche (globose) e sono privi di tricomi; la testa è morbida. L'endosperma in genere è assente. In Mendoncia l'esocarpo è denso e sassoso. La deiscenza dei frutti è elastica (derivata dalla particolare placentazione dell'ovario).

## Biologia
Le specie di questo raggruppamento si riproducono per impollinazione tramite insetti quali api, vespe, falene e farfalle (impollinazione entomogama), ma anche tramite uccelli quali colibrì (impollinazione ornitogama). Spesso questi fiori presentano meccanismi di impollinazione elaborati.
La dispersione dei semi avviene inizialmente a causa del vento (dispersione anemocora); una volta caduti a terra sono dispersi soprattutto da insetti tipo formiche (mirmecoria).Sono possibili anche dispersioni tramite animali (dispersione zoocora).

## Distribuzione e habitat
La distribuzione delle specie di questa sottofamiglia è prevalentemente tropicale soprattutto nel Vecchio Mondo.
| Genere       | Distribuzione                                                                                   |
| ------------ | ----------------------------------------------------------------------------------------------- |
| Anomacanthus | Zaire e Angola                                                                                  |
| Mendoncia    | America, Africa e Madagascar (zone tropicali)                                                   |
| Meyenia      | India e Sri Lanka                                                                               |
| Pseudocalyx  | Africa e Madagascar (zone tropicali)                                                            |
| Thunbergia   | Aree tropicali del Vecchio Mondo (alcune specie sono naturalizzate nei tropici del Nuovo Mondo) |

## Tassonomia
La famiglia Acanthaceae comprende 208 generi con oltre 4.500 specie. Dal punto di vista tassonomico la famiglia è suddivisa in 4 sottofamiglie.

### Generi
La sottofamiglia Thunbergioideae si compone di 2 tribù, 5 generi e circa 250 specie:
- Tribù Mendoncieae Meisn.
  - Anomacanthus R.D.Good, 1923 (1 specie)
  - Mendoncia Vell ex Vand., 1788 (89 spp.)

- Tribù Thunbergieae Dumort.
  - Meyenia Nees, 1832 (1 sp.)
  - Pseudocalyx Radlk., 1883 (6 spp.)
  - Thunbergia Retz., 1776 (150 spp.)

### Filogenesi
La monofilia della sottofamiglia Thunbergioideae è ben supportata dalle analisi filogenetiche del DNA e da prove morfologiche. Nell'ambito della famiglia questo gruppo occupa una posizione abbastanza "basale" (dopo la sottofamiglia Nelsonioideae) insieme alla sottofamiglia Avicennioideae (con quest'ultima forma un unico clade) e sono "gruppo fratello" al resto della famiglia.
La sottofamiglia è caratterizzata dai fiori sottesi da due larghe bratteole e dal calice fortemente ridotto. I frutti di questo gruppo si differenziano da quelli delle Acanthaceae centrali in quanto sono privi del retinacolo. In aggiunta i frutti dei generi Mendoncia e Anomacanthus sono unici nella famiglia in quanto sono delle drupe indeiscenti carnose. Inoltre le antere di questo gruppo sono caratterizzate dal fatto che mancano di endotelio (un particolare tessuto pavimentoso non stratificato) e la deiscenza delle teche avviene tramite pori o piccole fessure.
All'interno del gruppo tutti i generi sono monofiletici e, considerando i generi principali, il genere Mendoncia è  "gruppo fratello" al resto della sottofamiglia formata dal clade dei due generi rimanenti (Pseudocalyx e Thunbergia). La stretta relazione tra Thunbergia e Pseudocalicyx è supportata dai frutti simili: capsule secche con due loculi fertili (in Mendoncia solo un loculo si sviluppa completamente). Collegamenti morfologici tra i tre generi principali sono la forma dello stigma e la deiscenza delle antere.
L'età di formazione questo gruppo è stimata dai 70 ai 27 milioni di anni fa.

### Alcune specie

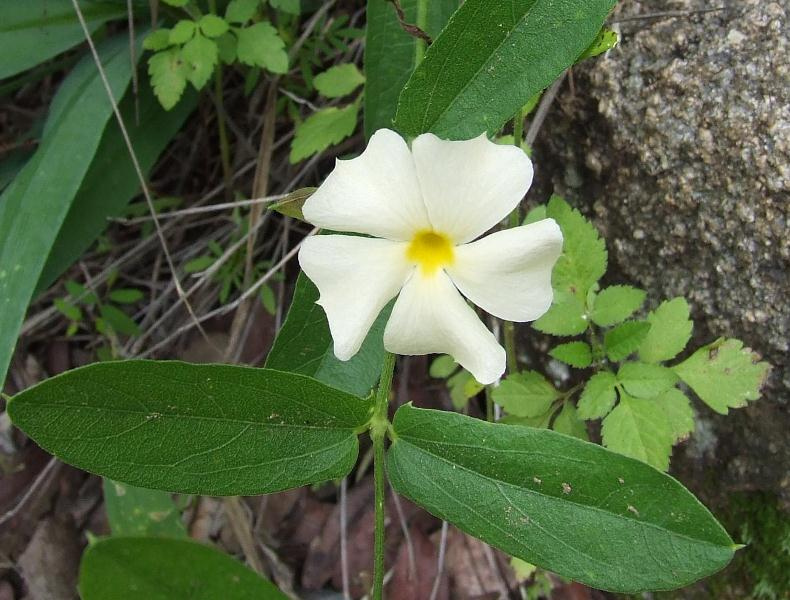
Thunbergia atriplicifolia
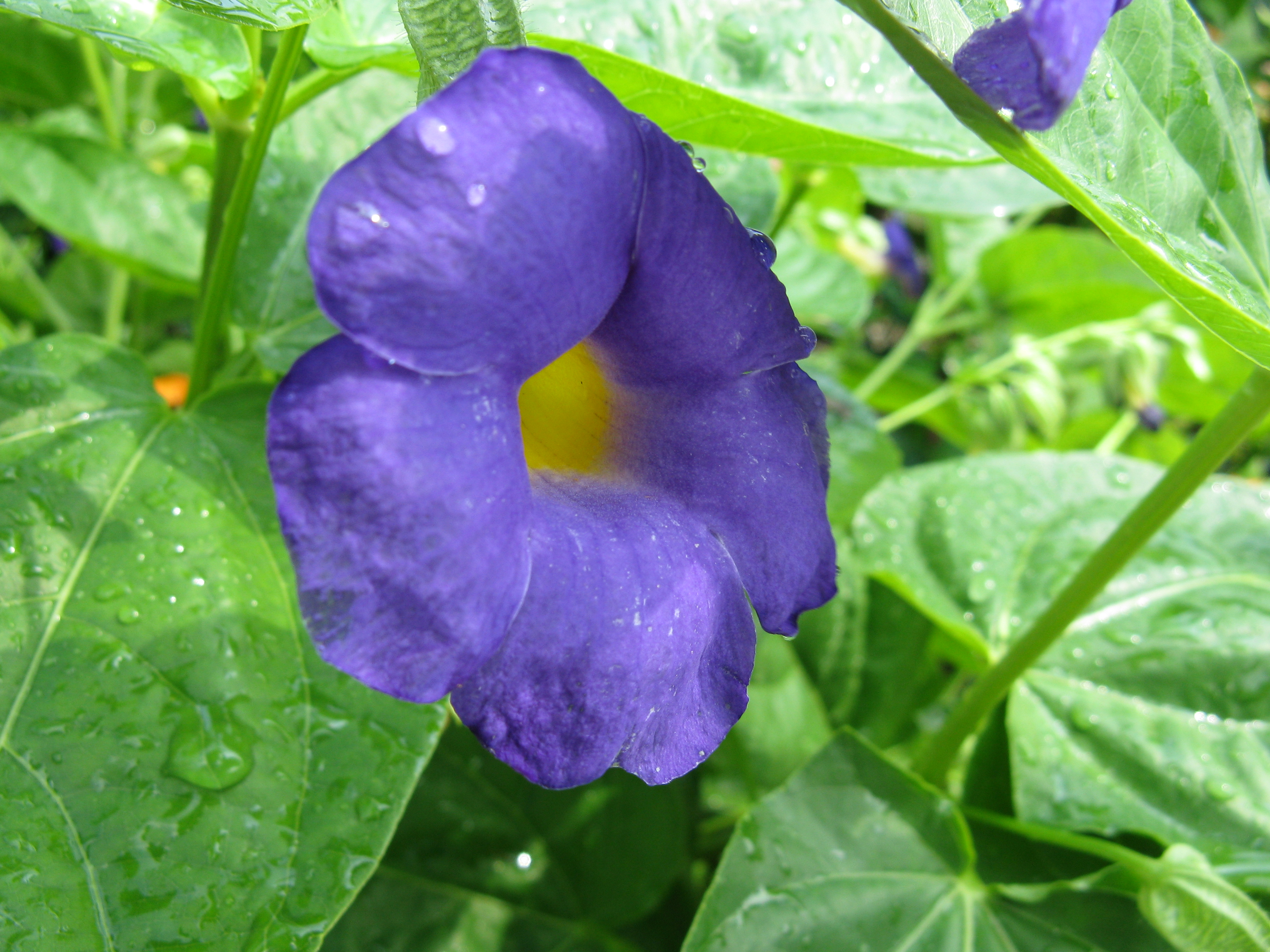
Thunbergia battiscombei
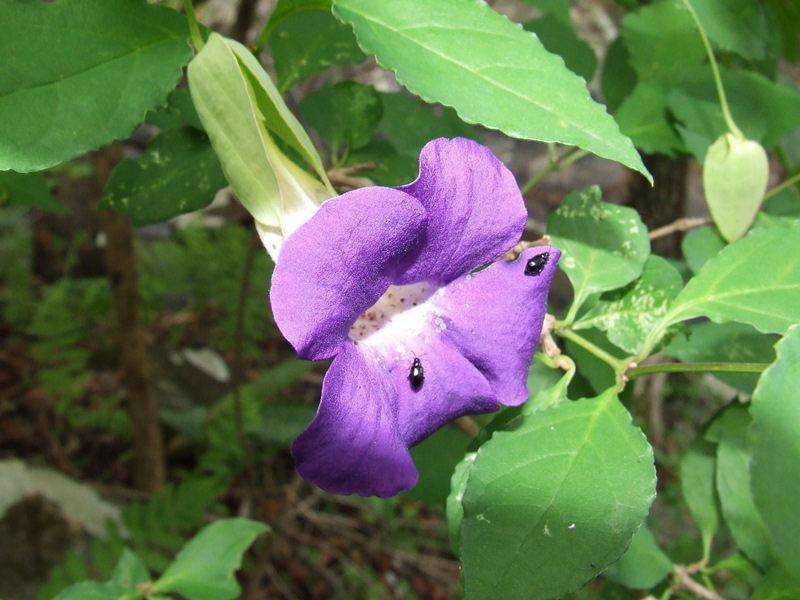
Thunbergia crispa
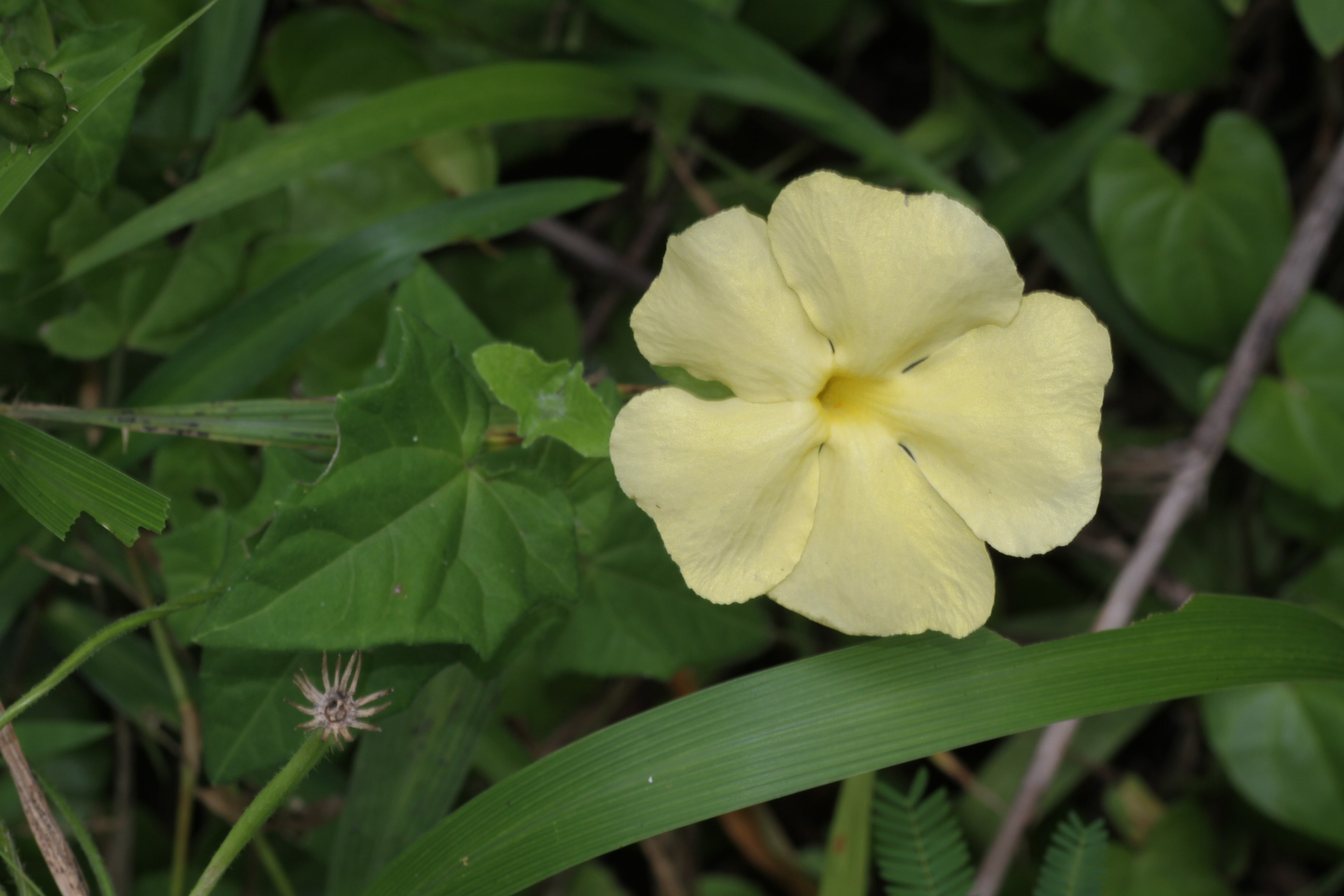
Thunbergia dregeana
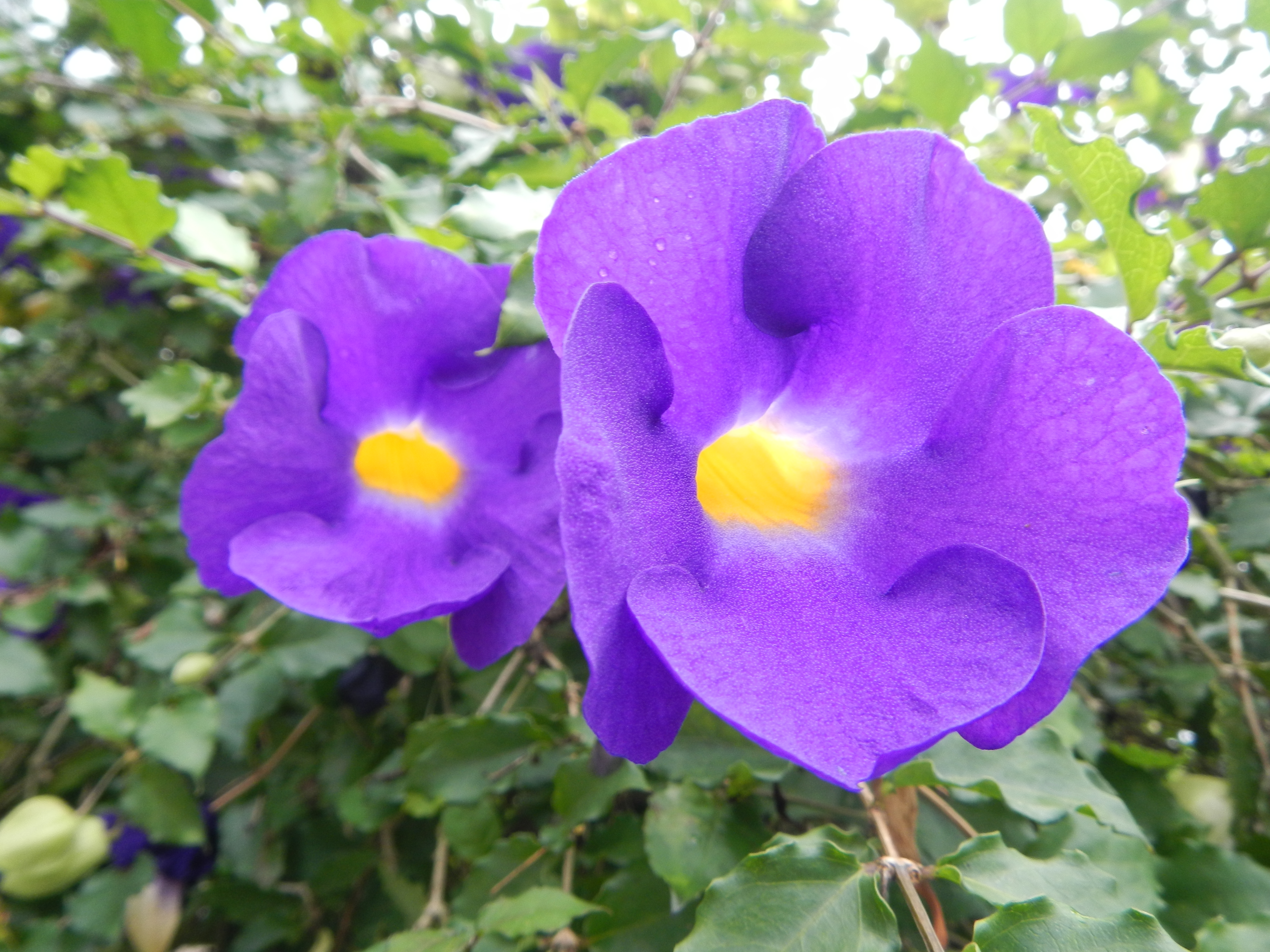
Thunbergia erecta
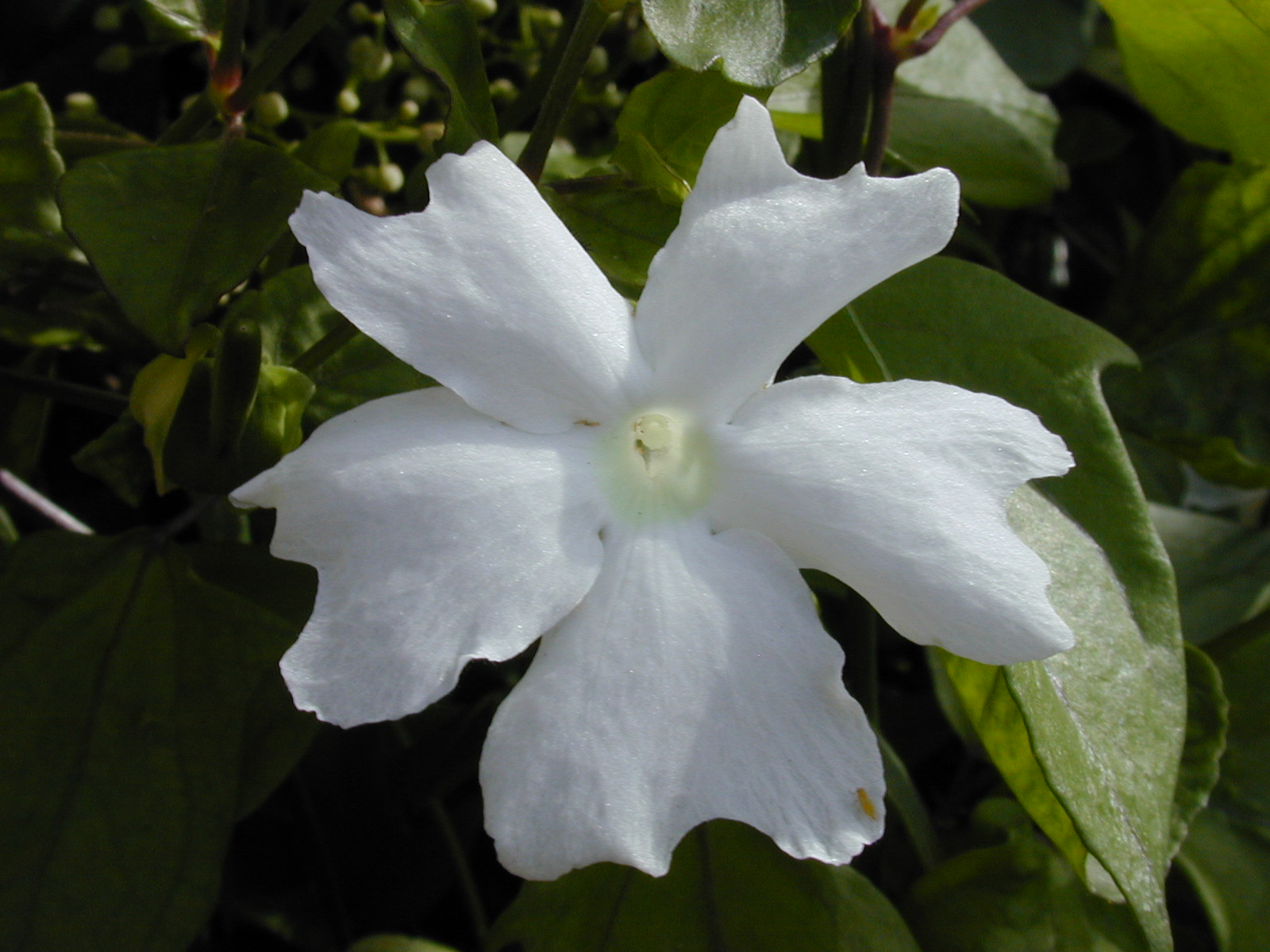
Thunbergia fragrans
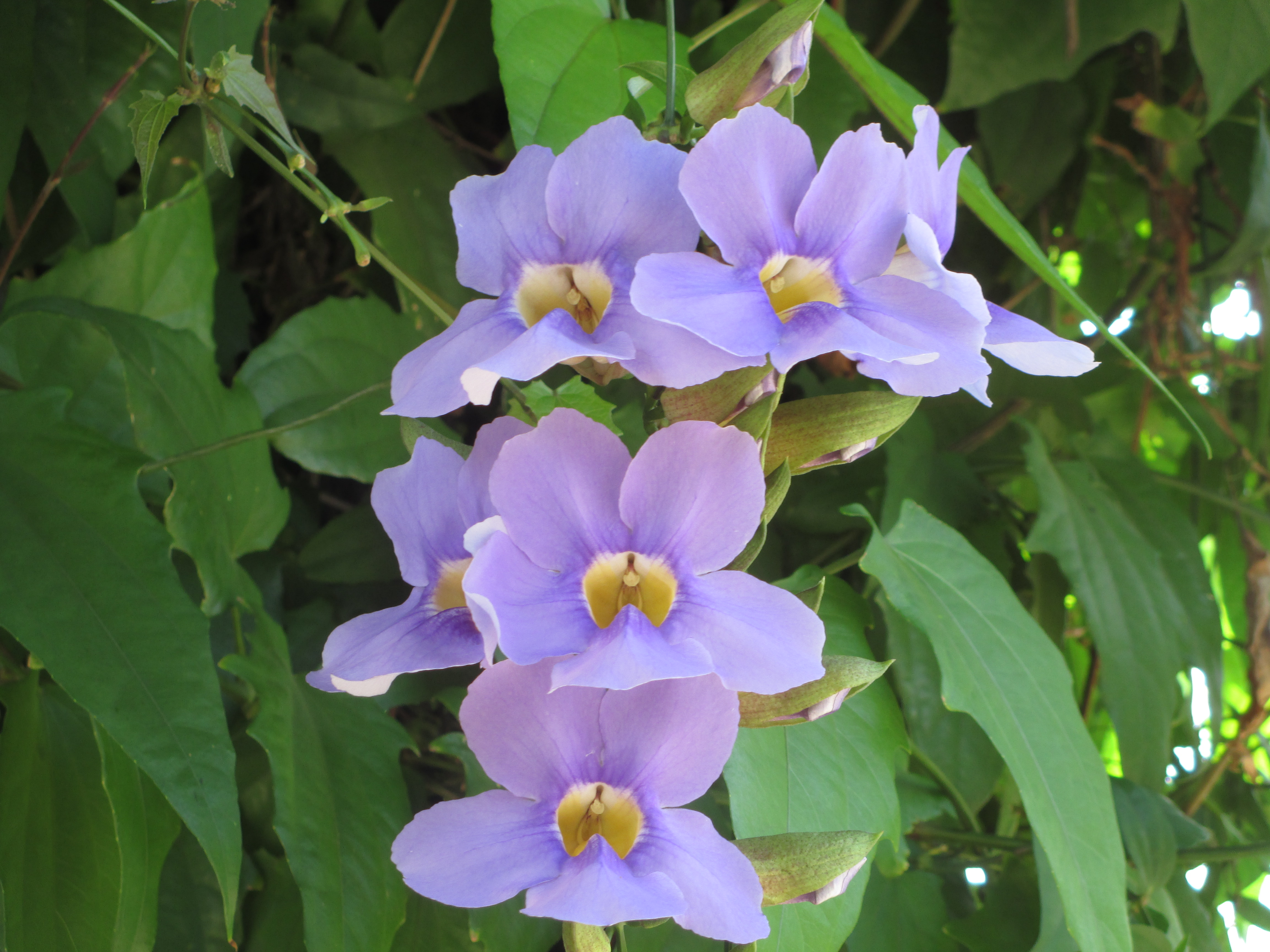
Thunbergia grandiflora
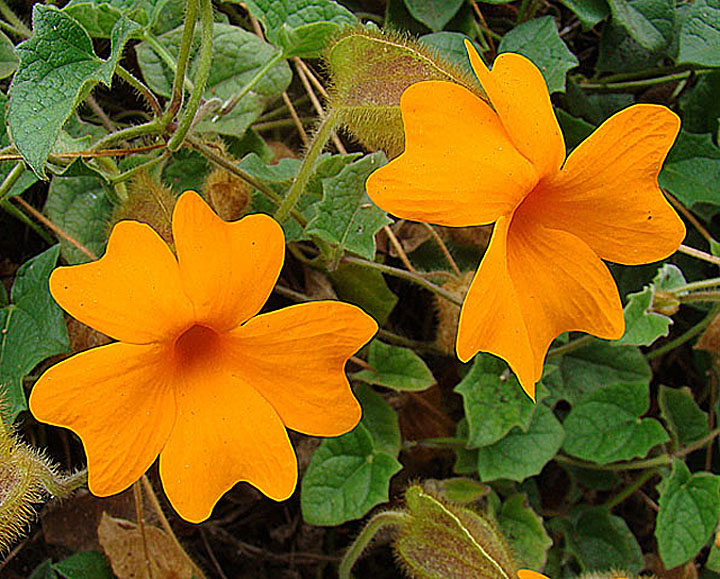
Thunbergia gregoryi
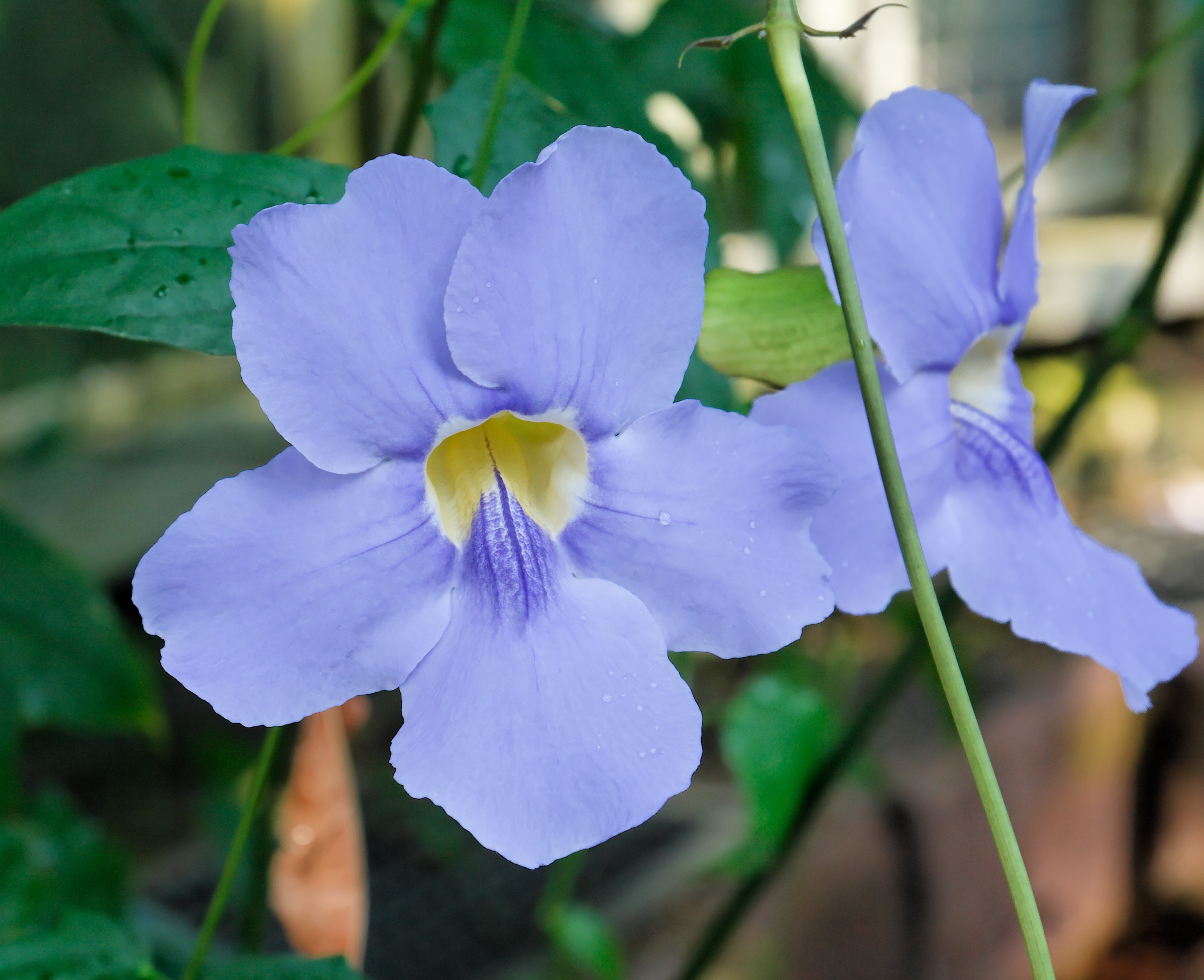
Thunbergia laurifolia
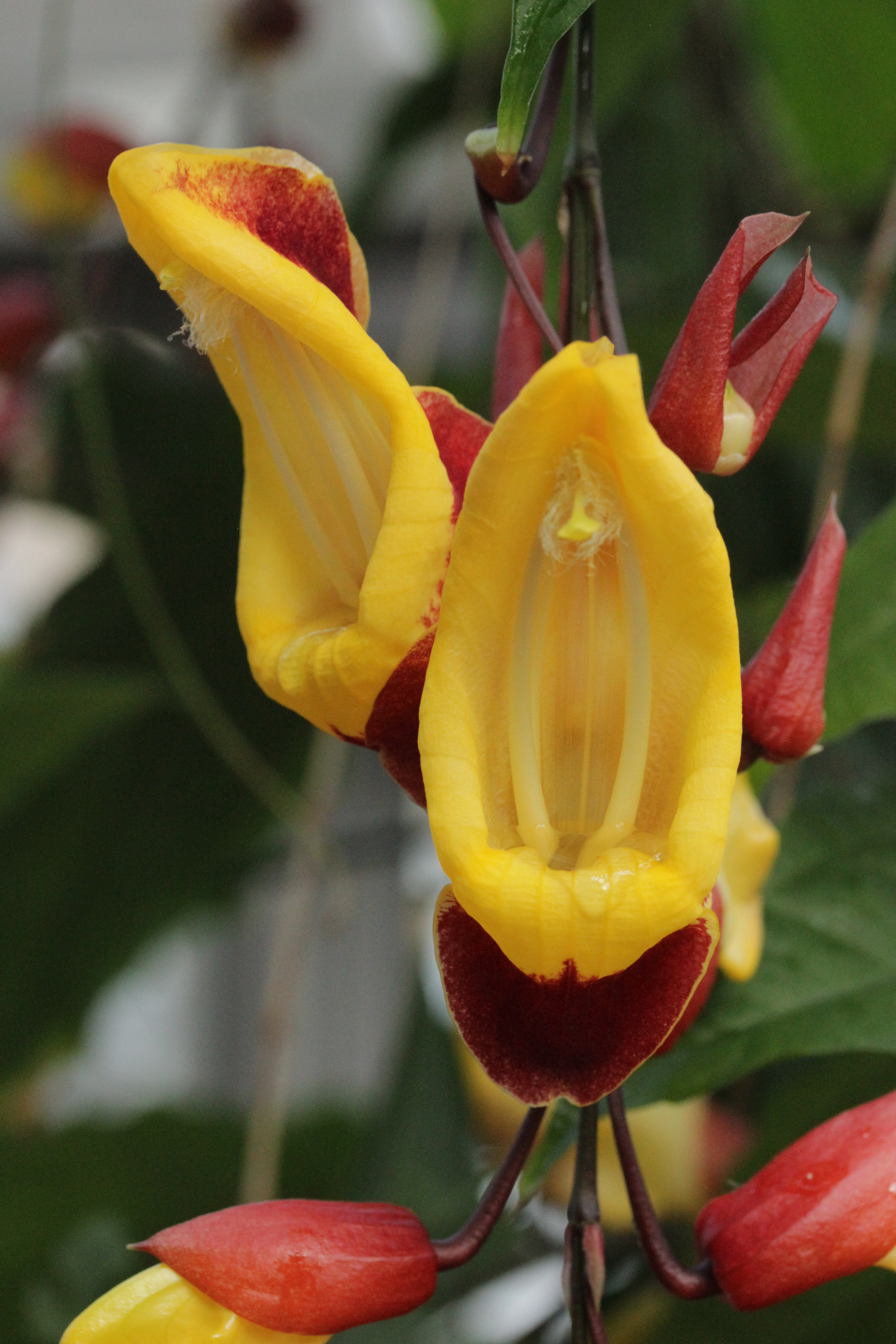
Thunbergia mysorensis
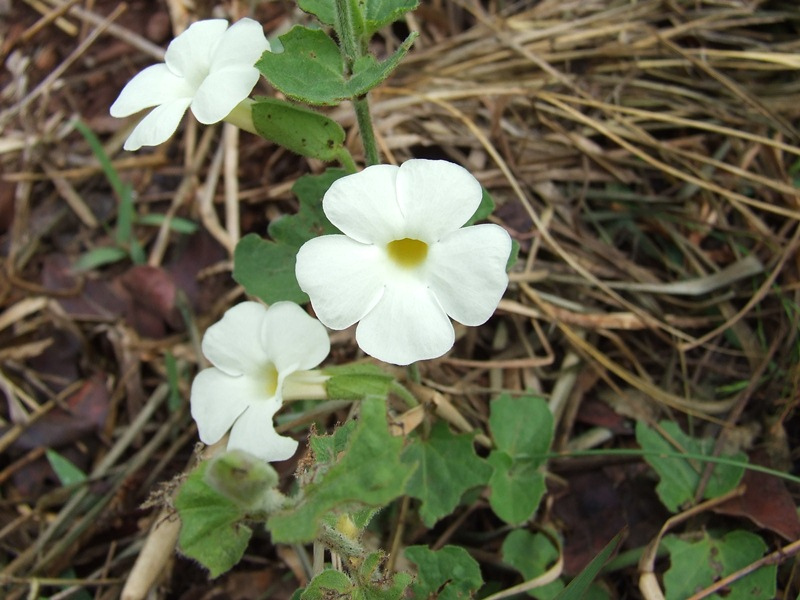
Thunbergia neglecta
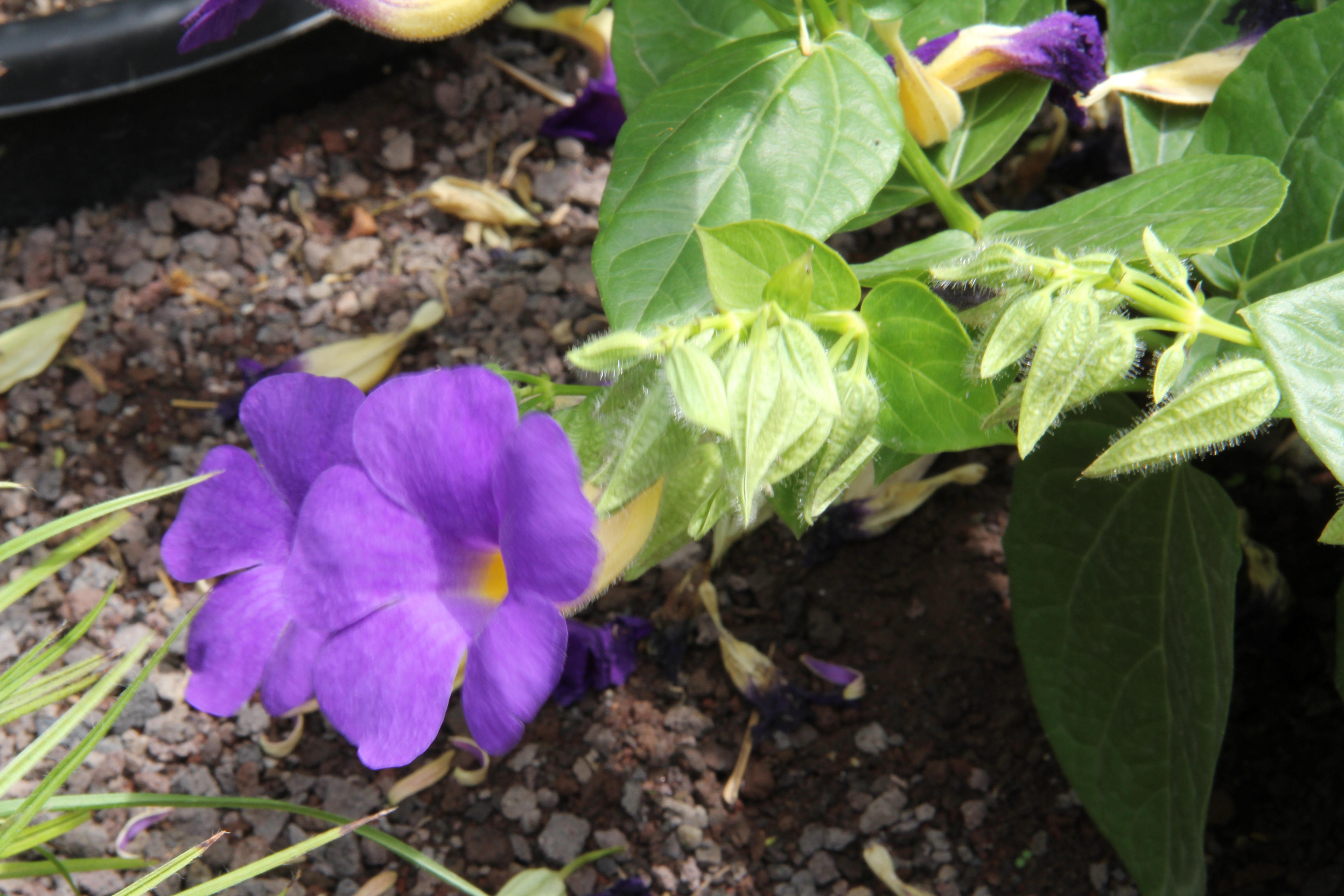
Thunbergia togoensis
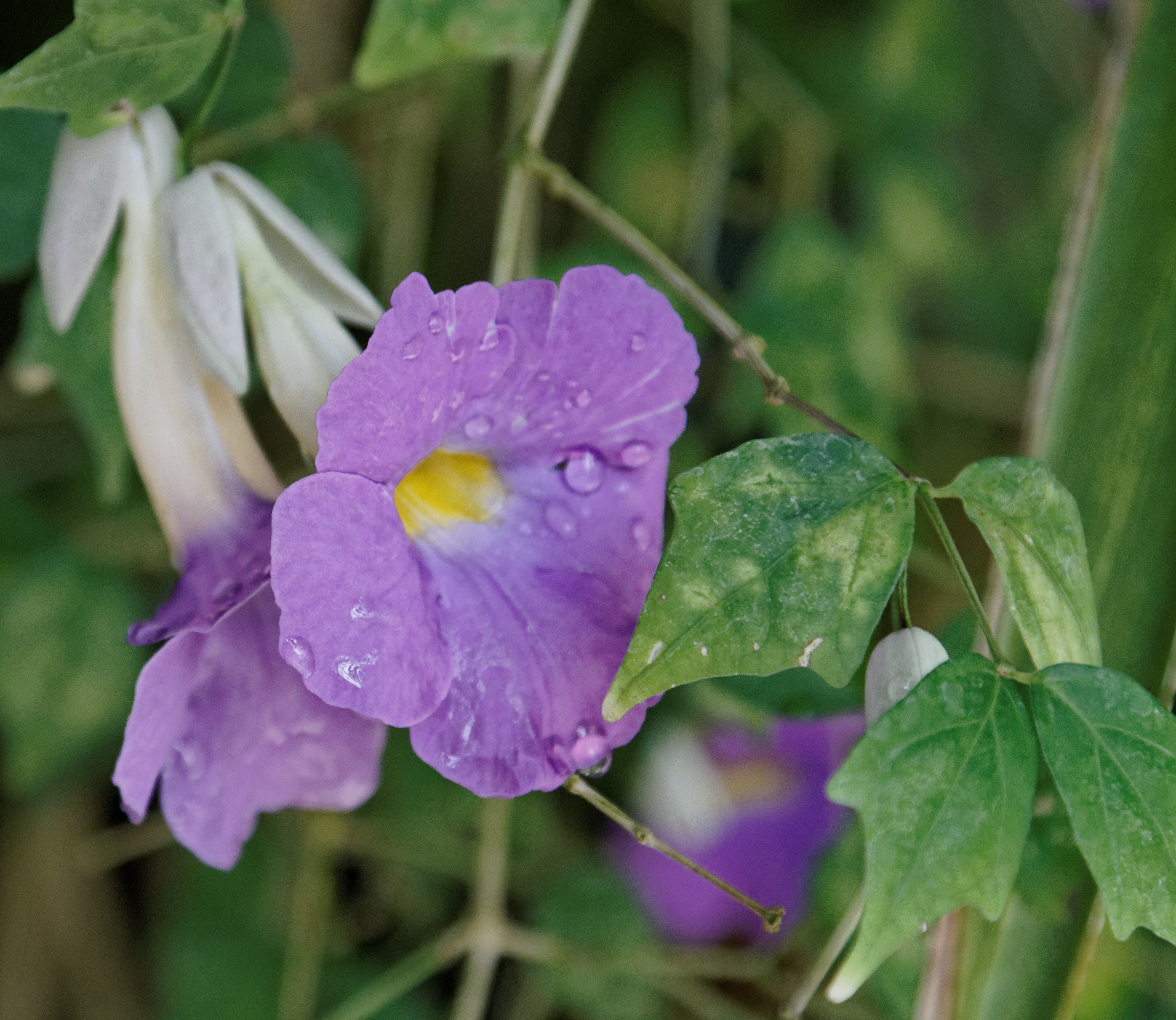
Thunbergia vogeliana